# Hornillos del Camino
Hornillos del Camino település Spanyolországban, Burgos tartományban. Hornillos del Camino Rabé de las Calzadas, Estépar, Iglesias, Isar és Las Quintanillas községekkel határos. Lakosainak száma 46 fő (2024).

## Népesség
A település népessége az utóbbi években az alábbiak szerint változott:
| Lakosok száma | 77   | 70   | 64   | 63   | 61   | 60   | 56   | 59   | 56   | 46   |
|               | 2001 | 2004 | 2006 | 2009 | 2011 | 2014 | 2016 | 2019 | 2021 | 2024 |